# Ras Dashen
Ras Dashen (tên khác: Ras Dashan hay Ras Dejen) là một ngọn núi ở phía bắc Ethiopia, là đỉnh núi cao nhất ở Ethiopia và cao thứ 4 châu Phi. Ngọn núi này vươn lên trên cao nguyên Ethiopia với độ cao so với mực nước biển là 4.550 m (14.928 foot). Ngọn núi này là một phần của dãy núi Simēn, một dãy núi lửa có các đỉnh lởm chởm. Gần ngọn núi này là vườn quốc gia núi Simēn có diện tích 179 ki-lô-mét vuông được UNESCO công nhận là di sản thế giới năm 1978 vì giá trị văn hóa và cảnh thiên nhiên độc đáo của khu vực này. Có 3 loài vật độc nhất ở Ethiopia sống ở khu vực này là: dê rừng Walia, chó rừng Simien và khỉ đầu chó gelada (gelada baboon). Núi này cũng là nơi sinh sống của  lammergeyer, một loại kền kền có sải cánh 2,4 m được mệnh danh là đánh vỡ xương do nó thường tha xương con mồi và thả và đá cho vỡ ra để ăn tủy.